# 484 Pittsburghia
484 Pittsburghia eller 1902 HX är en asteroid i huvudbältet, som upptäcktes 29 april 1902 av den tyske astronomen Max Wolf. Den har fått sitt namn efter staden Pittsburgh i delstaten Pennsylvania, USA.
Asteroiden har en diameter på ungefär 30 kilometer.